# Papa Wemba
Jules Shungu Wembadio Pene Kikumba, více známý jako Papa Wembach (14. června 1949 Lubefu, Kasaï-Oriental, Belgické Kongo – 24. dubna 2016 Abidžan, Pobřeží slonoviny), byl konžský zpěvák a hudebník, skladatel a herec, jeden z nejpopulárnějších zpěváků Afriky.

## Diskografie
- Pauline (1970)
- L'amoureux decu (1972)
- Mete la Verite, Chouchouna (1973)
- Liwa ya Somo (1973)
- Miyélélé (1974)
- Amazone, Ainsi Va La Vie, Mokili Ebaluki (1975)
- Matembele Bangi, Lisuma ya Zazu, Mama Wali (1976)
- Mere Supérieure, Bokulaka, Mabel Mokonzi, Mauna Molokai, Elu Sharufa (1977)
- Princesse ya Senza, Zong Zong, Ekoti Ya Nzumbé, Fleur Betoko, Muana'ngo (1978)
- Anibal, Ata Nkala (1979)
- Levre Rose (1979)
- Telegramme (1979)
- Sabo milí Mawa, Signorina (1980),Amena(1980),Jeune 1er(1980)
- Zea, Melina La Parisienne, Ufukutanu (1981)
- Événement, Rendre A Caesar (1982), album Maliba avec martin meissonier
- Santa, Matebu (1982)
- Bukavu Dawa, Rythm Molokai, Eliana (1983), album la belle epoque
- Proclamation (1984)
- Destin ya Moto (1985)
- Beau Gosse ya Paříž (1986)
- Bana Viva Fungola Ngai Love Kilawu (1986)
- L'Esclave, Yellisa Papa Wembach - Au Japon (live) (1986)
- Papa Wembach Ekumani (1987)
- M'fono Yami (1988)
- Bilokál ya Moto-Adidas Kiess (1991)
- Le Voyageur (1992)
- Foridoles (1994)
- Emotion (1995)
- Pôle Position (1996)
- Wake Up (1996)
- Nouvelle écriture (1997)
- Molokai (1998)
- Nouvelle écriture dans L (1998)
- Fula Ngenge (1999)
- Mauna Matebu(1999)
- A La Une (2000)
- Zea (2001)
- Bakala Dia Kuba (2001)
- Somo Trop (2003)
- Mauna Molokai (2004)
- Bazonkion (2005)
- Bravo l'Artiste (2006)
- Ye te oh! (2006)
- Nkunzi Lele (2007)
- Kaka yo (2008)
- Notre Pere (Rumba) (2010)
- 16e Arrondissement (2010)
- Notre Pere (World) (2010)